# Зоран Церовина
Зоран Церовина (Краљево, 2. септембра 1967) српски је позоришни глумац, наратор и водитељ.

## Биографија
Зоран Церовина рођен је 2. септембра 1967. године у Краљеву, а у родном граду завршио је основну и средњу пољопривредну школу. На сцени тадашњег аматерског позоришта појавио се 1989, када је као алтернација играо у представи Битка за Сењак. Касније је глумио и у комадима Чими, Пешице, Љубинко и Десанка и Нове авантуре капетана Џона Пиплфокса, док је први професионални ангажман остварио у представи Ништа без Трифолија, што је му је била и премијерна насловна улога. Након вишегодишње паузе, током које је радио као водитељ у локалним медијским кућама, Церовина се на сцену Краљевачког позоришта вратио улогом Агатона у комаду Ожалошћена фамилија, те је надаље постао стални члан ансамбла. 
Од 2012. је члан Удружења драмских уметника Србије. Церовина је у марту 2015. тумачио лик Бранислава Нушића за потребе изложбе „Нушић на краљевачкој сцени“.

## Представе
- Балада о њима
- Битка за Сењак
- Боинг боинг
- Вина и пингвина
- Гласине
- Да ли је то била шева
- Заборавни Деда Мраз
- Ивица и марица
- Камен за под главу
- Карол
- Кокошка
- Лекција
- Љубинко и Десанка
- Љубичаста бајка
- Меца и деца
- Ништа без Трифолија
- Нове авантуре капетана Џона Пиплфокса
- Новогодишња чуда
- Ожалошћена фамилија
- Они људи
- Пешице
- Пинокио
- Play Андрић или људи о којима се не може много казати
- Поручили су нам
- Професионалац
- Путујуће позориште Шопаловић
- Ружно паче
- Следећи идиот
- Смрт у кући
- Смрт у октобру
- Сумња
- Хиперболични параболоид
- Чаробњак из Оза
- Чими
- Чишћење идиота
- Чувари природе

## Награде и признања
- Награда за колективну игру ансамблу представе Ружно паче и награда за најбољу мушку улогу у том остварењу,[3] на фестивалу „Фестић“, 2010. године[4]
- Специјална награда за преданост игри на фестивалу „Мали Јоаким“, 2016. године[5]
- Специјална награда на фестивалу „Мали Јоаким“, 2017. године, за улогу Твора у представи Ивица и Марица[1]
- Награда за колективну игру ансамблу представе Љубичаста бајка на фестивалу „Мали Јоаким“, 2017. године[6]